# 黑斑頸鰭魚
黑斑項鰭魚（Iniistius melanopus），為輻鰭魚綱鱸形目隆頭魚亞目隆頭魚科的其中一種，分布於印度西太平洋區，包括約旦、日本、台灣、中國、印尼、菲律賓、密克羅尼西亞、關島等海域，棲息深度可達64公尺，體長可達26公分，棲息在沙底質開放海域，受驚嚇時會躲於沙中，生活習性不明。

## 分布
分布于印度尼西亚和菲律宾至夏威夷、台湾岛以及南海诸岛等。该物种的模式产地在安汶岛。

## 擴展閱讀
維基物種上的相關：黑斑項鰭魚